# Asplenium annetii
Asplenium annetii là một loài thực vật có mạch trong họ Aspleniaceae. Loài này được Alston miêu tả khoa học đầu tiên.